# 2022年連邦法第32-ФЗ号
2022年連邦法第32-ФЗ号「ロシア連邦刑法並びにロシア連邦刑事訴訟法第31条及び第151条の改正について」（メディアでは「偽法」又は「軍事検閲法」として知られている）は、「ロシア軍の使用に関する虚偽の情報を故意に流布する」ことに対する刑事責任を規定する連邦法である。
この法律は、 2018年5月に国家院（ロシア下院）に審議のために提出され、第一読会通過後、修正のために差し戻され、その後は審議されなかった。2022年3月、ロシアのウクライナ侵攻後のロシア国内の反戦デモを背景に、この法律は2日間で国家院議員により全会一致で採択された後、連邦評議会の会合で審議され、ウラジーミル・プーチン大統領によって署名され、公布された。
政府関係者はこの法律を称賛し、「兵士、将校、そして真実を守る」という点において必要不可欠だと述べた一方で、独立した専門家たちは、その「曖昧さ」とロシア憲法との矛盾を指摘している。憲法によれば、国内では個人的な意見を表明することに対する検閲や処罰は禁止されており、ジャーナリストは情報源を独自に選択し、情報の信頼性を検証する権利を有する。しかし、この法律の「曖昧な」文言は、あらゆる反戦発言や反戦行動を犯罪化することを許容している。
偽造品に関する法律が施行されてから 6 か月で、政治活動家やジャーナリストだけでなく、一般のロシア国民も巻き込んだ 80 件を超える刑事事件と 3,500 件の行政事件が提起された。
この法律の採択の結果、ロシアにおける独立系ジャーナリズムは事実上破壊され、多くの独立系出版物は、検察庁またはロスコムナゾールの要請により閉鎖またはブロックされるか、 編集局を海外に移転した。